# 雞粉

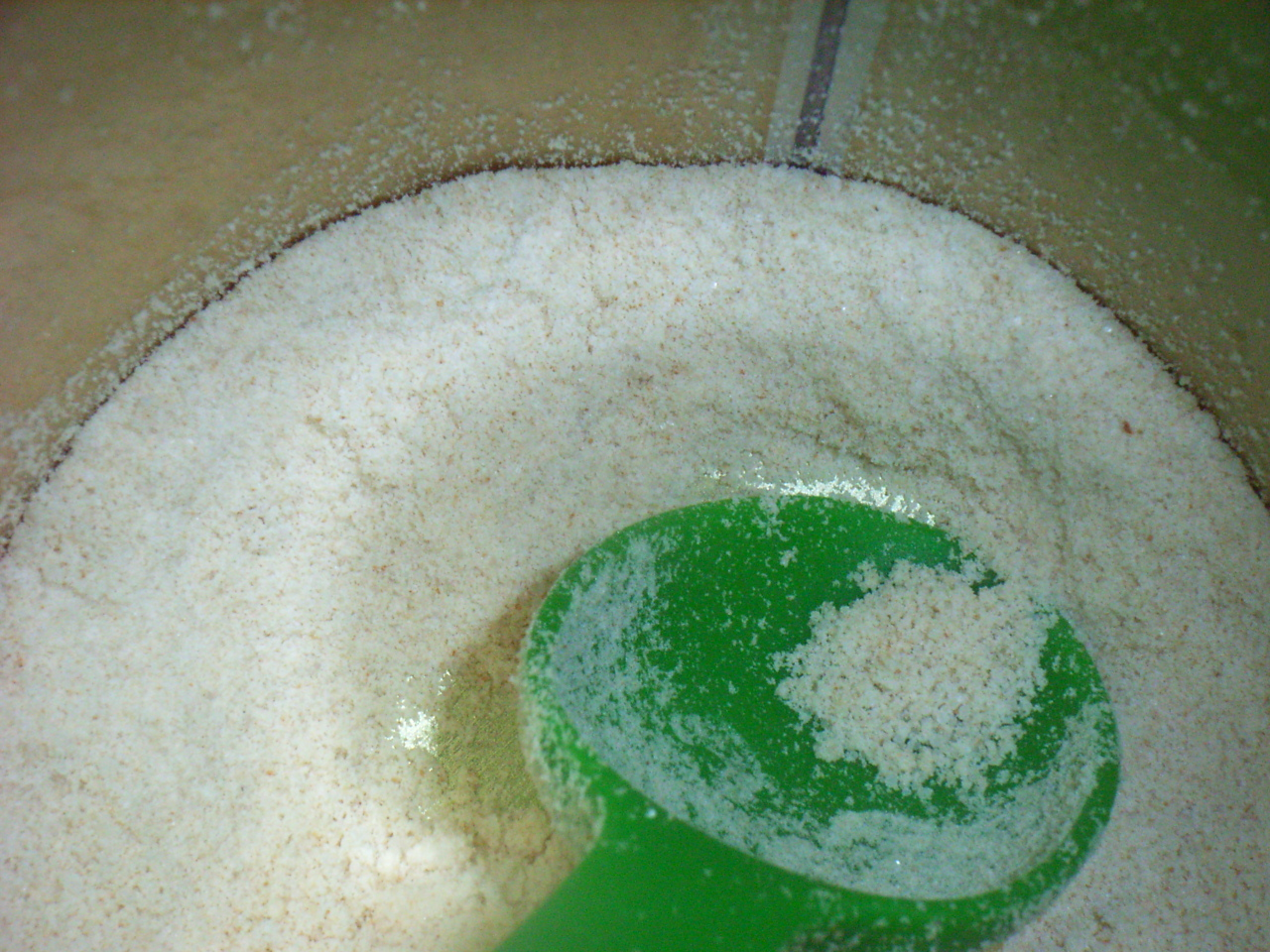
雞粉

雞粉，在中國大陸一般又叫做雞精，是烹飪常用的一種味精。不同厂家的配方略有不同，常见品牌的主要成份有谷氨酸鈉（味精）、谷氨酸、鹽、雞油、糖、薑、呈味核苷酸二钠、植物香料，有些含有少量鸡肉成分，是雞肉口味的味精。
颜色从白色、淡黄色、黄色不等，一般是易碎的颗粒状，含有鲜味核苷酸作为增鲜剂，具有增鲜作用，比味精的纯度低，更易吸收空气中的水份。

## 健康風險
雞粉是一種增味劑，而且含有大量味精成分，但雞粉生產商經常聲稱雞粉較食盐或味精健康，可是根據香港消費者委員會的檢測報告，雞粉含鈉量偏高，含鈉量甚至比魚露及醬油高出一倍。消委會抽查的8個雞粉樣本，平均每100克含鈉量達約一萬七千毫克，只要食用12克雞粉已超出世界衞生組織建議，成年人每日應攝取少於2千毫克鈉的標準。因此過量食用雞粉調味的食品，同樣會增加患上如高血壓等循環系統疾病的風險。